# Хенеджін (дегестан)
Хенеджін (перс. خنجین) — дегестан в Ірані, в Центральному бахші, в шагрестані Коміджан остану Марказі. За даними перепису 2006 року, його населення становило 10317 осіб, які проживали у складі 2611 сімей.

## Населені пункти
До складу дегестану входять такі населені пункти:
- Ванак
- Гафте-Ханак
- Ґурчан
- Дарвішан
- Занджіран
- Зіяабад
- Каср-е Асеф
- Маоек-Багі
- Мейданак
- Ракін
- Ровшанаї
- Салімабад
- Самкавор
- Уд-Агадж
- Фарак
- Фардекан
- Хенеджін
- Чаль-Міан
- Човґан